# سرخرگ گیجگاهی سطحی
سرخرگ گیجگاهی سطحی یا شریان تمپورال سطحی (به انگلیسی: Superficial temporal artery) یکی از دو شاخه انتهایی شریان کاروتید خارجی می‌باشد.
این شریان از بین دو لوب سطحی و عمقی غده پاروتید طی مسیر کرده و از پشت گردنِ فک تحتانی و از روی قوس زایگوماتیک استخوان گیجگاهی عبور می‌کند.
این شریان در امتداد کاروتید خارجی است که با گذشتن از روی مفصل تمپوروماندیبولار به ناحیه گیجگاه صعود می‌کند.

## شاخه‌ها
شاخه‌های این شریان عبارتند از:
- شریان چهره ای عرضی[۵] که به صورت عرضی از شریان تمپورال جدا می‌شود و در محاذات قوس گونه و موازی با آن به سمت‌گونه امتداد می‌یابد.
- شریان گیجگاهی میانی[۶]: یکی دیگر از انشعابات گیجگاهی سطحی است که از روی قوس گونه در فاسیای عضلة تمپورال نفوذ می‌کند و در ناحیه میانی گیجگاه منتشر می‌شود.
- شاخه‌های قدامی/فوقانی گوشی[۷]
- شاخة زیگوماتیکو-اربیتال که بالاتر از شاخه فوق، از شریان گیجگاهی سطحی جدا می‌شود و به ناحیه زیگوماتیک و کناره خارجی حفره اوربیت منتهی می‌شود.
- شاخه پیشانی (فرونتال) یکی از دو انشعاب  انتهایی گیجگاهی سطحی است که در حد طرفی پیشانی منتشر می‌شود.
- شاخه آهیانه‌ای (پاریتال) انشعاب دیگر تمپورال سطحی است که در پوست ناحیة همنام خود منتشر می‌شود.
- شاخه‌های انتهایی شریان افتالمیک گروهی دیگر از انشعابات شریانی هستند که از حفرة اربیت خارج می‌شوند و پس از گذشتن از پلک فوقانی تحت عنوان شاخه‌هایی از قبیل سوپرا اربیتال و سوپرا تروکلئار در پوست پیشانی منتشر می‌شوند (به این مورد در مبحث دستگاه بینایی اشاره شده‌است).
- سرخرگ اینفرااربیتال که بخش انتهایی شریان ماکزیلاری است که ضمن خروج از سوراخ اینفرااربیتال در ناحیه گونه و حد طرفی بینی منتشر می‌شود.
- شریان منتال که بعنوان یکی از دو شاخة انتهایی شریان آلوئولار اینفریور از سوراخ منتال ماندیبول خارج می‌شود و در ناحیه چانه انتشار می‌یابد.

در انتها سرخرگ گیجگاهی سطحی به دو شاخه فرونتال (قدامی) و شاخه پاریتال (پشتی) تقسیم می‌شود.